# Кеннеди, Рэй
Рэймонд «Рэй» Ке́ннеди (англ. Raymond "Ray" Kennedy; 28 июля 1951 — 30 ноября 2021) — английский футболист, полузащитник. Более всего известен своими выступлениями за «Арсенал» и «Ливерпуль».

## Личная жизнь
Рэй Кеннеди страдал болезнью Паркинсона. Большую часть своей жизни после завершения карьеры он провёл, занимаясь организацией фондов по исследованию и борьбе с этим заболеванием. «Арсенал» и «Ливерпуль» организовали в 1991 году матч на «Хайбери», чтобы собрать деньги на эти цели.
В последнее время Рэй жил тихо и замкнуто. Он почти не передвигался и очень зависел от лекарств, которые позволяли снять ему симптомы болезни. Ему пришлось продать свои медали, футболки и другие памятные знаки после того, как у него закончились средства к существованию.
Фигура Кеннеди до сих пор популярна среди болельщиков «Ливерпуля». По результатам голосования, проведённого на официальном сайте «Ливерпуля», Кеннеди занял 28-е место среди 100 лучших игроков, которые когда-либо играли за клуб.
Умер 30 ноября 2021 года.

## Достижения
«Арсенал»
- Обладатель Кубка ярмарок: 1969/70
- Победитель Первого дивизиона: 1970/71
- Обладатель Кубка Англии: 1970/71

«Ливерпуль»
- Победитель Первого дивизиона (5): 1975/76, 1976/77, 1978/79, 1979/80, 1981/82
- Обладатель Кубка европейских чемпионов (3): 1976/77, 1977/78, 1980/81
- Обладатель Кубка УЕФА: 1975/76
- Обладатель Суперкубка УЕФА: 1977
- Обладатель Суперкубка Англии (4) 1976, 1977, 1979, 1980

«Суонси Сити»
- Обладатель Кубка Уэльса: 1982/83